# Fierza (Puka)
Fierza (em albanês: Fierzë) é uma comuna (em albanês:  komuna) da Albânia localizada no distrito de Pukë, prefeitura de Escodra.